# Торгун
Торгун (Торгунь) — ріка в Росії, що протікає в Старополтавському, Палласівському та Миколаївському районах Волгоградської областей, у верхньої течії річки проходить кордон Росії і Казахстана.  Після наповнення Волгоградського водохранилища впадає в Єрусланську затоку останньої.  На річці знаходиться місто Палласовка.